# Knjige u 1997.
◄◄ | ◄ | 1994. | 1995. | 1996. | 1997.  | 1998. | 1999. | 2000. | ► | ►►
Arhitektura • Astronautika • Astronomija • Biologija • Film • Fotografija • Glazba • Kazalište • Kemija • Kiparstvo • Knjige • Književnost • Kršćanstvo • Meteorologija • Medicina • Planinarstvo • Politika • Pravo • Promet • Slikarstvo • Strip • Šport • Televizija • Znanost • Zrakoplovstvo • Željeznički promet
Knjige u 1997.

## Hrvatska i u Hrvata
- Bijeg od sigurnosti, Richard Bach. Prevoditelj: Blanka Hrvat. Nakladnik: Zagrebačka naklada. Broj stranica: 216. Duhovna literatura i Self-Help. ISBN 953-6234-34-3

## Vanjske poveznice
|  | Zajednički poslužitelj ima još gradiva o temi Knjige iz 1997. |